# Дорога Ардеатіна

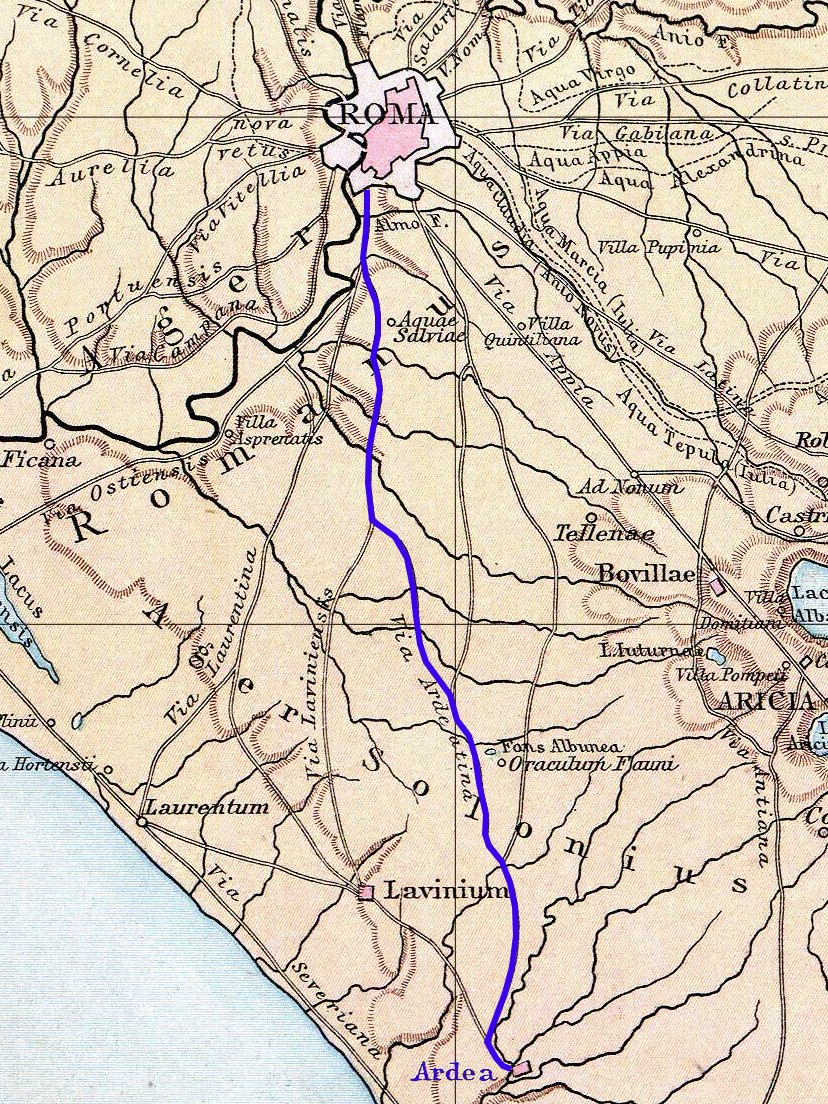
Карта Дороги Ардеатіна

Дорога Ардеатіна (лат. Via Ardeatina) — одна з найдавніших римських доріг, що пролягала від Рима до міста Ардеа і іменем якого її і називали. Ардеа розташована на відстані близько 32 км на південь від Рима